# Папірус Гарріса
Папірус Гарріса, Папірус Гарріса I (є й інші папіруси в колекції Ентоні Гарріса) — давньоєгипетський папірус із зібрання Британського музею. Є сувоєм завдовжки 41 метр із текстом з 1 500 рядків, вважається найдовшим папірусом.
Був знайдений у похованні в районі Медінет-Абу та придбаний англійським колекціонером Ентоні Гаррісом 1855 року. Британський музей придбав папірус 1872 року. Факсимільне видання папірусу було підготовлено Британським музеєм під назвою: «Факсиміле єгипетського ієратичного папірусу часів царювання фараона Рамсеса III» (англ. Facsimile of an Egyptian Hieratic papyrus of the reign of Ramses III) 1876 року.

## Зміст
Папірус, написаний ієратичним письмом, містить список храмових пожертв і коротку характеристику правління фараона XX династії Рамсеса III. В огляді правління зазначено, що попередник і батько Рамсеса III фараон Сетнахт відновив у Єгипті порядок та зміцнив центральну владу після політичної кризи, спричиненої повстанням правителя Таніса Ірсу. Рамсес III реорганізував бюрократичну машину держави і провів реформи в армії. Він воював з прибульцями — «народами моря», переміг їх і змусив сплачувати данину Єгипту. Він також розбив ідумеїв, на заході він зупинив вторгнення лівійців і племен мешвеш, розселивши переможених у західній частині дельти Нілу.
Його економічна активність включала іригаційні роботи, організацію експедицій до Пунту й на Синайський півострів за товарами й коштовним камінням, імпорт міді з Аттики.
За наказом Рамсеса III в країні посадили багато дерев. Відзначається, що він видав укази щодо захисту прав жінок на вільне пересування, за його правління в Єгипті настав мир. Найняті для захисту кордонів іноземні найманці жили зі своїми родинами у гарнізонних містечках. Загальна оцінка Рамсеса III є дуже позитивною, як з боку населення Стародавнього Єгипту, так і з боку іноземців.
Сам текст було складено за часів наступника Рамсеса III, його сина Рамсеса IV.